# Бонфин, Самия
Самия Бонфин (порт. Sâmia Bomfim), полное имя Самия ди Соуза Бонфин (порт. Sâmia de Souza Bomfim; род. 22 августа 1989, Президенти-Пруденти, Бразилия) — бразильская феминистка и политик. В 2017—2019 годах служила советником города Сан-Паулу. С 2019 года депутат Палаты депутатов Бразилии от Партии социализма и свободы (PSOL); в 2019—2021 годах была главой парламентской фракции.

## Личная жизнь
Родилась 22 августа 1989 года в городке Президенти-Пруденти в штате Сан-Паулу, в семье Домингуша и Антонии Бонфин. Кроме неё у родителей были дочь Даяне и сын Диегу. В 2006 году переехала в город Сан-Паулу и поступила на Факультет философии, лингвистики и социальных наук Университета Сан-Паулу, который окончила со степенью бакалавра. Во время обучения в университете была членом правления Академического центра лингвистических и литературных исследований имени Освалда де Андраде и Центральной студенческой справочной Университета Сан-Паулу. 
Тогда же присоединилась к феминистскому движению и стала активной участницей борьбы против существующей в Бразилии культуры изнасилования. До начала политической деятельности работала государственным служащим в альма-матер и входила в главный совет профсоюза работников Университета Сан-Паулу. По окончании университета четыре года проработала учителем. 
В январе 2020 года Бонфин публично объявила, что состоит в отношениях с товарищем по партии и коллегой по парламенту Глаубером Брагой, федеральным депутатом от Рио-де-Жанейро. В июне 2021 года у пары родился первый ребенок, Уго. 
Её брат Диего Ральф Бонфин был в числе троих медиков, застреленных 5 октября 2023 года. Одна из гипотез следствия гражданской полиции Рио-де-Жанейро исходила из того, что один из жертв был принят за местного криминального авторитета и трое врачей были убиты по ошибке. Однако министр юстиции и общественной безопасности Бразилии Флавиу Дину написал в социальных сетях, что преступление также может быть мотивировано политической активностью Самии и её мужа Глаубера Браги. 

## Политическая деятельность

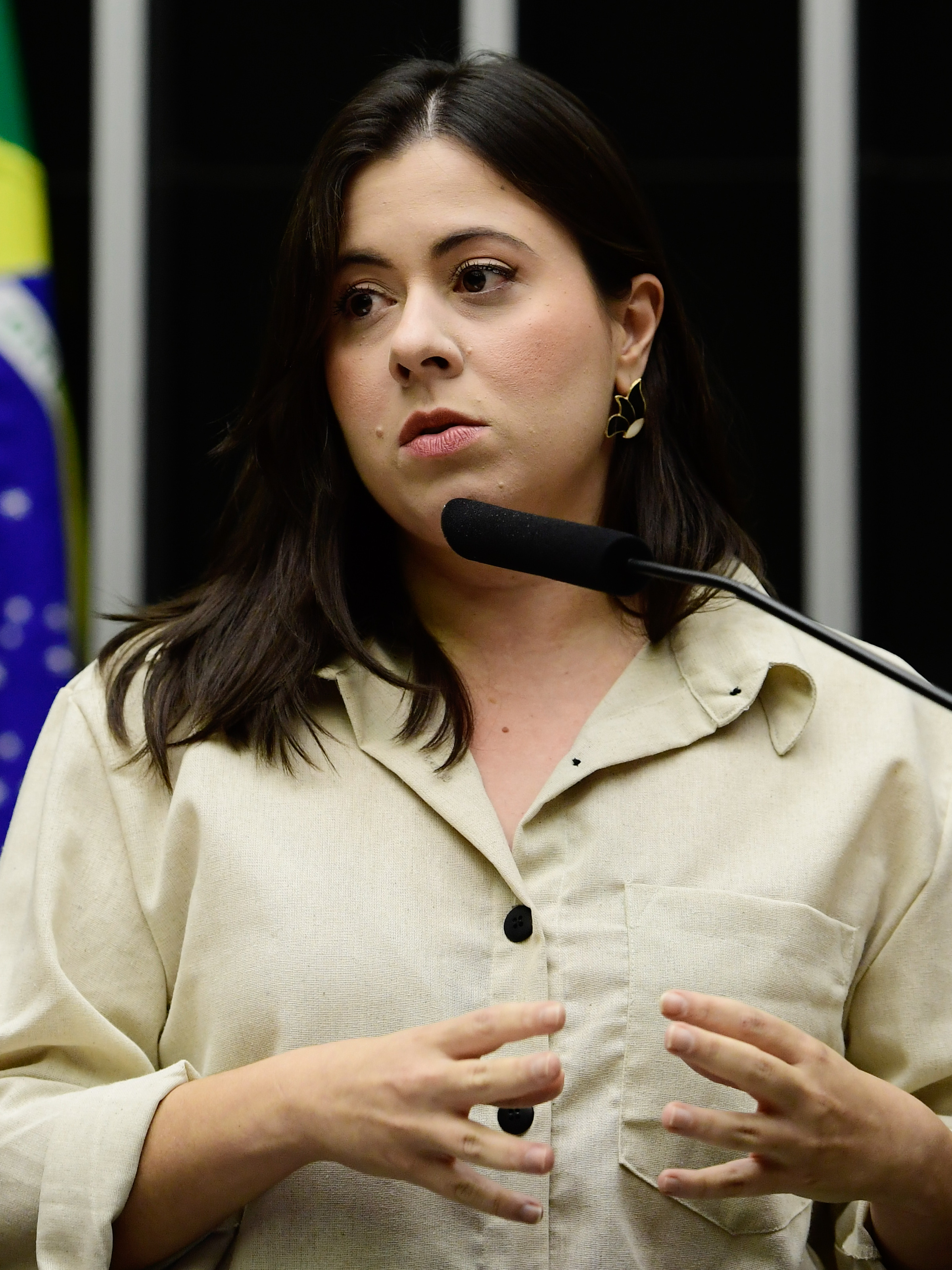
Бонфин на сессии парламента

В 2011 году вступила в Партию социализма и свободы, по признанию самой Бонфины, вдохновлённая деятельностью членов партии Мариэль Франку и Жана Уиллиса. В 2016 году участвовала в организации демонстраций за импичмент и арест коррупционера и гомофоба Эдуарду Кунья, в то время занимавшего пост президента Палаты депутатов Бразилии.
В 2017 году она была избрана в муниципальную палату Сан-Паулу от коалиции PSOL и Бразильской коммунистической партии, став в возрасте 27 лет самой молодой женщиной в городском совете в истории города. Во время кампании она получила поддержку от таких личностей, как олимпийская пловчиха Жуана Мараньян, актёр и писатель Грегориу Дювивье, журналист Шику Са, актриса Мария Касадевал и политики Марселу Фрейшу, Шику Аленкар, Лусиана Женру. Бонфин поддержала запрет на повышение зарплаты городским советникам и выступила против повышения тарифов на проезд в городском транспорте.  
На всеобщих выборах 2018 года в Бразилии она выдвинула свою кандидатуру в Палату депутатов страны и победила с наибольшим количеством голосов. Бонфин стала первой женщиной, избранной напрямую в федеральную палату депутатов от Партии социализма и свободы. Её политическая программа основывалась на борьбе с коррупцией в администрации президента Жаира Болсонару, расширении и гарантировании прав женщин; позднее к ним добавился пункт о защите интересов малоимущих граждан от последствий пандемии Ковид-19. В парламенте она вошла в комиссию по правам человека и меньшинствам. 

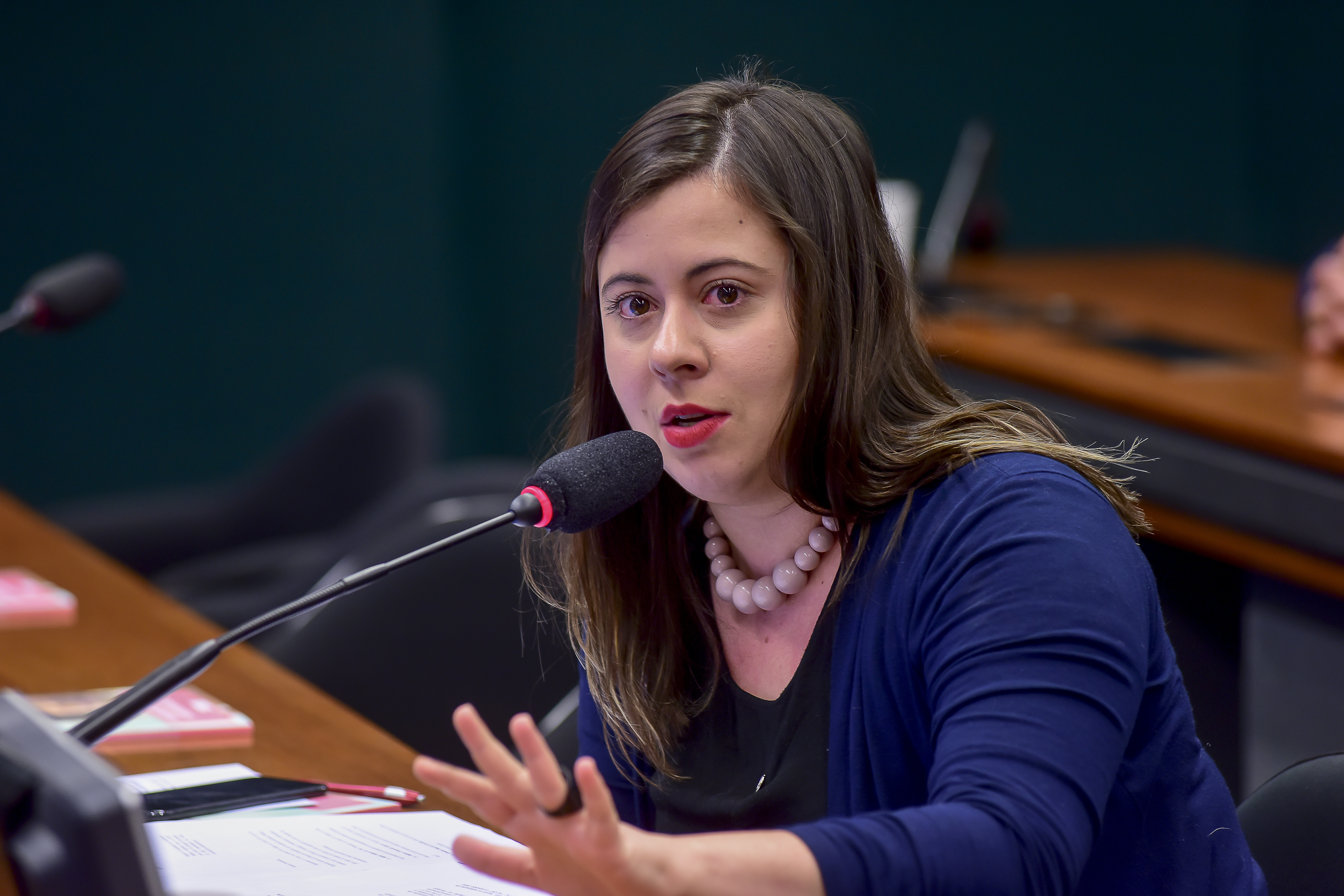
Бонфин в комитете Палаты депутатов

В феврале 2020 года Самия объявила о намерении побороться за пост мэра Сан-Паулу на выборах 2020 года, получив поддержку от Лусианы Женру,  журналиста Гленна Гринвальда, федеральных депутатов Давида Миранды и Фернанды Мелкионны. Своим кандидатом на пост вице-мэра на объявила трансгендерную евангельскую проповедницу преподобную Алексию Сальвадор. На праймериз она боролась за выдвижение от PSOL с Карлусом Жаннази и Гильерме Булосом, от которого и потерпела поражение (его кандидатура набрала 61% голосов).  
Бонфин поддерживает ЛГБТ-движение в Бразилии. В 2019 году она приняла участие в марше достоинства в Сан-Паулу. В 2022 году была среди подписавщих манифест «Право на сопротивление» с призывом к солидарности с феминистками и народом Украины против российского вторжения.